# برغا (تورينغن)
برغا تورينغن (بالألمانية: Berga, Thuringia) هي بلدة ألمانية تقع في ألمانيا في تورينغن. يقدر عدد سكانها بـ 3,766 نسمة .